# Marek Popiołek
Marek Popiołek (ur. 19 lipca 1989) – polski koszykarz, występujący na pozycji rozgrywający/rzucający obrońca, wychowanek Polonii Warszawa, po zakończeniu kariery zawodniczej trener koszykarski, od 22 listopada 2024 trener WKS Śląska II Wrocław, od 5 lutego 2025 r. trener reprezentacji Polski B, od 11 czerwca 2025 r. trener Spójni Stargard. 

## Życiorys
Marek Popiołek przez większość kariery zawodniczej związany był z Polonią II Warszawa, grał również w AZS-ie Politechnice Warszawskiej oraz KK Warszawa (na bazie którego powstała obecna Polonia). W 2005 r. w wieku 17 lat zadebiutował w drugim zespole Polonii II Warszawa w rozgrywkach II ligi na pozycji rozgrywający/rzucający, mierzący 193 cm wzrostu. W sezonie 2005/2006 w rezerwach Polonii rozegrał 9 spotkań. W zespole Polonii 2011 Warszawa sezonu 2006/2007 grał dalej w rozgrywkach II ligi, gdzie trenerem był Mladen Starcević. Rozegrał w tym zespole 18 meczów, po czym w 2007 r. zadebiutował w II ligowym zespole AZS Warszawa, gdzie zanotował 14 spotkań. W tym samym roku powrócił do pierwszoligowej Polonii 2011 Warszawa, gdzie zakończył sezon 2007/2008 rozgrywając 10 meczów. W sezonie 2008/2009 ponownie grał w AZS Warszawa, gdzie w rozgrywkach II ligi rozegrał 29 spotkań z trenerem Arkadiuszem Miłoszewskim. W trakcie sezonu powrócił do Polonii 2011 Warszawa, gdzie do końca sezonu zagrał w rozgrywkach I ligi uczestnicząc w 16 meczach. Sezon 2009/2010 rozpoczął w drużynie AZS Warszawa, gdzie zagrał w 31 spotkaniach.  W wieku 21 lat zakończył sezon uczestnicząc w 4 meczach w ekstraklasowej drużynie Polonii 2011 Warszawa, gdzie grał m.in. z taki zawodnikami: Rafał Bigus, Dardan Berisha, Piotr Pamuła, Krzysztof Sulima, Tomasz Śnieg. Sezon 2010/2011 rozpoczął w I ligowym zespole AZS Warszawa grając w 36 spotkaniach, po czym z tym zespołem w roku 2011 awansował do rozgrywek w PLK. W tym samym roku grał dalej w tej drużynie w której rozegrał w rozgrywkach ekstraklasy 37 meczów. W sezonie 2012/2013 i sezonie 2013/2014 zagrał w 33 meczach w II ligowej Polonii Warszawa. W roku 2015 w wieku 27 lat zakończył karierę jako zawodnik w warszawskim klubie KK Warszawa. W latach 2005–2015 w warszawskich drużynach rozegrał 237 meczów zdobywając 1864 punktów, w ekstraklasie rozegrał 41 spotkań.
Karierę trenerską rozpoczął grając jeszcze w koszykówkę. Od 2014 r. był związany z reprezentacją Polski, gdzie odpowiadał za analizę wideo i skauting, następnie pełnił funkcję menedżera kadry narodowej. Współpracował przez wiele lat ze szkoleniowcem kadry, Mike Taylorem. Uczestniczył w największych sukcesach kadry narodowej w ostatnich latach, m.in. ósme miejsce na Mistrzostwach Świata w Chinach, gdzie w 2019 r. pełnił funkcję managera zespołu reprezentacji Polski. W sezonie 2016/17 w II-ligowym KK Warszawa pełnił rolę asystenta Andrzeja Kierlewicza, po czym od roku 2018 sam zaczął prowadzić II ligowy zespół KK Warszawa, został wybrany najlepszym trenerem grupy B II ligi. W 2018 r. pracował w PZKosz w roli koordynatora kadr młodzieżowych. Był asystentem Roberta Witki w występującym w Energa Basket Lidze Hydro Truck Radom. Następnie, 30-letni wówczas trener pełnił rolę asystenta Artura Gronka w ekstraklasowej Astorii Bydgoszcz. W 2021 r., od marca do maja, był w Hiszpanii na stażu zagranicznym w zespole w CB Gran Canaria. Z początkiem sezonu 2021/22 powrócił do Radomia, gdzie objął funkcję pierwszego trenera Hydro Trucku Radom. Następnie był trenerem pierwszoligowej drużyny SKS Starogard Gdański. 
W październiku 2021 r. Marek Popiołek został asystentem Igora Milicicia, trenera seniorskiej reprezentacji Polski. We wrześniu 2022 r. zrezygnował z tej funkcji, po czym objął stanowisko pierwszego trenera w ekstraklasowej Enei Abramczyk Astorii Bydgoszcz. W zakończonym sezonie 2022/23 Marek Popiołek prowadził drużynę z Bydgoszczy w 19 meczach (miał 5 zwycięstw i 14 porażek) i ostatecznie władze klubu podjęły decyzje o zmianie trenera (Athanasios Kostanasios, a drużyna bydgoska zajęła ostatnie miejsce w tabeli oznaczające spadek do I ligi). W sezonie 2023/2024 był II, a następnie od 5 lutego 2024 r. I trenerem Legia Warszawa, którą poprowadził do zdobycia Pucharu Polski w sezonie 2023/2024. Był z Legią bliski awansu do półfinału FIBA Europe Cup. W rozgrywkach PLK zajął 7 miejsce, przegrywając w ćwierćfinale z Kingiem Szczecin. W ostatnim okresie był komentatorem w telewizji Polsat Sport oraz udzielał się w serwisie SuperBasket. 22 listopada 2024 został nowym trenerem WKS Śląska II Wrocław z zadaniem utrzymania drużyny rezerw na zapleczu ekstraklasy sezonu 2024/2025. Marek Popiołek w lutym 2025 r. został przez władze PZKosz mianowany na trenera reprezentacji Polski B, która latem w 2025 wystąpi na Uniwersjadzie. Z dniem 11 czerwca 2025 r. został trenerem Spójni Stargard, dla portalu klubowego powiedział:
Bardzo się cieszę, że zostałem trenerem Spójni Stargard. To klub z dużymi koszykarskimi tradycjami, który bez wątpienia zasługuje na walkę o najwyższe cele. Wiem jak wymagająca i jednocześnie głośna potrafi być stargardzka publiczność – na to wsparcie będziemy mocno liczyć. Negocjacje z Zarządem klubu przebiegły bardzo profesjonalnie i sprawnie. Błyskawicznie bierzemy się do pracy i mam nadzieję, że już niedługo kibice będą poznawać kolejne nazwiska budowanego składu.

## Osiągnięcia
Klubowe
- Awans do najwyższej kasy rozgrywkowej (2009, 2009)[2]
- Awans do najwyższej kasy rozgrywkowej (2012, 2011)[2]
- Uczestnik rozgrywek pucharu:
  - FIBA Europe Cup ćwierćfinał w sezonie 2023/2024[12]

Młodzieżowe
?
Reprezentacja
- 8 miejsce w mistrzostwach świata w Chinach (asystent trenera Mike Taylora)[3][20]

Trenerskie
- Zdobywca pucharu Polski (2024)[10]

## Historyczny skład Marka Popiołka (zawodnik)

### Sezon 2011/2012 (PLK)
AZS Politechnika Warszawska w sezonie 2011/2012:
| Nr | Poz. | Nar.   | Nazwisko i imię                  | Data urodzenia | Wzrost | Masa ciała |
| -- | ---- | ------ | -------------------------------- | -------------- | ------ | ---------- |
| 5  | PF   | Polska | Nowakowski (koszykarz), Michał   | 1988-06-11     | 202 cm | 92 kg      |
| 13 | C    | Polska | Kolowca, Marcin                  | 1987-06-07     | 209 cm | 98 kg      |
| 11 | PF   | Polska | Wilczek (koszykarz), Łukasz      | 1986-05-11     | 189 cm | 86 kg      |
| 12 | SF   | Polska | Mokros, Jarosław                 | 1990-01-21     | 202 cm | 93 kg      |
| 8  | C    | Polska | Cechniak, Damian                 | 1993-10-08     | 208 cm | 97 kg      |
| 7  | C    | Polska | Nowicki, Filip                   | 1994-05-02     | 202 cm | 92 kg      |
| 6  | C/S  | Polska | Karwowski, Leszek                | 1975-01-01     | 205 cm | 96 kg      |
| 3  | C/S  | Polska | Kucharek, Maciej                 | 1993-07-20     | 204 cm | 93 kg      |
| 16 | PG   | Polska | Kowalczyk (koszykarz), Sebastian | 1993-03-25     | 201 cm | 94 kg      |
| 15 | PF   | Polska | Mata, Adam                       | 1993-07-11     | 190 cm | 87 kg      |
| 9  | PF   | Polska | Popiołek, Marek                  | 1989-07-19     | 193 cm | 88 kg      |
| 19 | SF   | Polska | Zięba, Cyprian                   | 1994-06-25     | 201 cm | 94 kg      |
| 4  | PF   | Polska | Pełka, Patryk                    | 1989-06-07     | 197 cm | 91 kg      |

Trener:  Mladen Starcević
 Asystenci: Arkadiusz Miłoszewski

## Historyczny skład Marka Popiołka (trener)

### Sezon 2022/2023 (rozgrywki w PLK)
Enea Abramczyk Astoria Bydgoszcz w sezonie 2022/2023:
| Nr | Poz. | Nar.              | Nazwisko i imię                    | Data urodzenia | Wzrost | Masa ciała |
| -- | ---- | ----------------- | ---------------------------------- | -------------- | ------ | ---------- |
| 2  | PG   | Polska            | Stupnicki, Jakub                   | 2004-07-23     | 184 cm |            |
| 2  | SF   | Stany Zjednoczone | Simons, Benjamin                   | 1991-02-16     | 203 cm |            |
| 10 | SG   | Polska            | Wadowski, Igor                     | 1996-01-18     | 194 cm |            |
| 15 | SF   | Stany Zjednoczone | Henry, Myke                        | 1992-12-23     | 198 cm |            |
| 21 | PG   | Stany Zjednoczone | Smith, Mike                        | 1997-10-13     | 179 cm |            |
| 22 | SF   | Polska            | Ulczyński, Jakub                   | 2002-01-02     | 199 cm |            |
| 23 | C    | Polska            | Wińkowski, Piotr                   | 2003-08-04     | 207 cm |            |
| 24 | SG   | Polska            | Szymkiewicz, Daniel                | 1994-11-02     | 193 cm |            |
| 27 | PF   | Kanada            | Cayo, Nathan                       | 1997-10-27     | 201 cm |            |
| 41 | SF   | Polska            | Lewandowski (ur. 2000), Aleksander | 2000-09-30     | 199 cm |            |
| 55 | PG   | Polska            | Pluta (koszykarz), Michał          | 2002-06-18     | 192 cm |            |
|    | C    | Litwa             | Petrilevičius, Paulius             | 1991-03-23     | 202 cm |            |

Trener:  Marek Popiołek
 Asystenci: Grzegorz Skiba, Marcin Woźniak